# Guo Shuang
Guo Shuang (26 februari 1986) is een Chinese wielrenster. Guo is gespecialiseerd op de sprintonderdelen bij het baanwielrennen. In 2003 werd ze wereldkampioene bij de dames junioren op de sprint en de 500 m tijdrit. Een jaar later wist ze haar titel op de sprint met succes te verdedigen. Tijdens de Olympische Spelen van 2008 in Peking won Guo de bronzen medaille op de sprint. Bij het Wereldkampioenschap van 2009 in Pruszków won ze de wereldtitel op de keirin. In 2012 werd Guo samen met Gong gediskwalificeerd in de finale van de teamsprint op de Olympische Zomerspelen in Londen wegens te vroeg overnemen.  

## Erelijst
| Jaar     | CK | AK                                 | WK                                 | Overige                                           |
| -------- | -- | ---------------------------------- | ---------------------------------- | ------------------------------------------------- |
| Junioren |    |                                    |                                    |                                                   |
| 2003     |    |                                    | 500m tijdrit · sprint              |                                                   |
| 2004     |    |                                    | sprint                             |                                                   |
| Elite    |    |                                    |                                    |                                                   |
| 2004     |    |                                    | 5e keirin                          |                                                   |
| 2005     |    |                                    | 5e keirin 8e sprint                |                                                   |
| 2006     |    |                                    | sprint · keirin · 6e 500m tijdrit  | Aziatische Spelen: · sprint · 500m tijdrit        |
| 2007     |    | sprint · teamsprint · 500m tijdrit | sprint · keirin                    |                                                   |
| 2008     |    |                                    | 4e sprint                          | Olympische Spelen: · sprint                       |
| 2009     |    |                                    | keirin · 5e sprint                 |                                                   |
| 2010     |    | sprint · 500m tijdrit              | sprint · 8e keirin                 | Aziatische Spelen: · sprint · 500m tijdrit        |
| 2011     |    | sprint · keirin · 500m tijdrit     | teamsprint · 4e keirin · 8e sprint |                                                   |
| 2012     |    |                                    | teamsprint · 4e keirin · 5e sprint | Olympische Spelen: · teamsprint · keirin · sprint |
| 2013     |    |                                    | teamsprint · 4e sprint             |                                                   |
| 2014     |    |                                    |                                    |                                                   |
| 2015     |    |                                    | 5e sprint 11e keirin               |                                                   |
| 2016     |    | 4e sprint 6e keirin                |                                    |                                                   |
| 2017     |    |                                    | 4e teamsprint 11e keirin           |                                                   |